# 대관람차 목록
이 목록은 대관람차의 정리한 것이다.

## 목록
- 미국 하이 롤러 - 167.5m(550ft), 2014년 준공
- 싱가포르 싱가포르 플라이어 - 160m(525ft), 2008년 준공
- 중화인민공화국 난창의 별 - 160m(525ft), 2006년 준공
- 영국 런던 아이 - 135m(443ft), 2000년 준공
- 대만 스카이 드림 - 126m(413ft), 2017년 준공
- 일본 레드홀스 오사카휠 - 123m(404ft), 2016년 준공
- 미국 아이콘 파크 올랜드 - 122m(400ft), 2015년 준공
- 중화인민공화국 쑤저우 마천륜 - 120m(394ft), 2009년 준공
- 오스트레일리아 멜버른 스타 - 120m(394ft), 2008년 준공
- 중화인민공화국 텐진 아이 - 120m(394ft), 2009년 준공
- 중화인민공화국 창사 천륜 - 120m(394ft), 2004년 준공
- 일본 스카이 드림 후쿠오카 - 120m(394ft), 2002년 준공
- 대한민국 폴라리스 타워 - 72m(236ft), 1993년 준공
- 오스트리아 빈 대관람차 - 64.75m(212ft), 1897년 준공
- 핀란드 헬싱키 스카이휠 - 40m(131ft), 2014년 준공
- 미국 유니로열 자이언트 타이어 - 1964년 준공

## 같이 보기
- 아인 두바이